# Knut Granstedt
Knut Fridolf Granstedt, född 8 december 1915 i Gråmanstorp, Kristianstad län, död 19 augusti 1986, var en svensk diplomat.

## Biografi
Granstedt var son till lantbrukaren Idof Granstedt och Elfrida Trulsson. Han var radiomatros i flottan 1933-1942 och tog studentexamen i Malmö 1942 samt filosofie kandidatexamen i Lund 1949. Granstedt anställdes på Utrikesdepartementet (UD) 1943 och tjänstgjorde i Sofia 1943, Ankara 1944, Addis Abeba 1946, Kairo 1948 och San Francisco 1951. Granstedt var vicekonsul i Antwerpen 1954, tjänstgjorde vid UD 1956, i Prag 1960, Bonn 1961-1962, förste ambassadsekreterare i Dar es Salaam 1963, ambassadråd där 1966 (tillförordnad 1965), Buenos Aires och Asunción 1967-1970. Han var därefter generalkonsul i Minneapolis 1970-1973, sändebud i Dar es Salaam och Mogadishu 1973-1977, Maputo 1975-1977 samt sändebud i Jakarta 1977-1981, jämväl Manila 1977-1980.
Han deltog vid Österrikes regerings diplomatiska seminarium i Salzburg 1959. Granstedt gifte sig 1944 med Allie Carlsson (född 1919), dotter till verkmästare Gustaf Carlsson och Hilma Svensson. Han är far till Ingmar (född 1946) och Gerd (född 1951).